# Нортон, Рей
Отис Рей Нортон (род. 22 сентября 1937 года, Талса, шт. Оклахома, США) — американский легкоатлет, лучший спринтер мира в 1958—1960 годах. Выступал за команду Университета Сан-Хосе. Завоевал три золотые медали на Панамериканских играх 1959 года в Чикаго. В том же году пробежал дистанцию 100 м за 10,1 с, повторив мировой рекорд Лемона Кинга.
В 1958 и 1960 годах установил три мировых рекорда в беге на 100 ярдов, в 1959 году — повторил мировой рекорд в беге на 100 метров, в 1959—1960 годах — трижды повторил мировой рекорд в беге на 200 метров. В 1959 и 1960 годах дважды становился чемпионом Любительского легкоатлетического союза (AAU) в спринте, в 1959 году стал чемпионом Национальной ассоциации студенческого спорта (NCAA) в беге на 200 метров. В 1959 году завоевал три золотые медали на Панамериканских играх 1959 года в Чикаго в беге на 100 и 200 метров и в эстафете 4×100 м (вместе с Хайесом Джонсом, Робертом Пойнтером и Биллом Вудхаузом). В 1960 году Нортон выиграл отборочные соревнования в олимпийскую сборную США на дистанциях 100 и 200 м и был фаворитом на Олимпийских играх, однако в Риме его ждала серия неудач. В финальных забегах на 100 и 200 м он пришёл к финишу последним, а в эстафете 4×100 м передал палочку за пределами зоны, из-за чего команда США была дисквалифицирована.
В сезонах 1960 и 1961 годов играл в американский футбол за команду San Francisco 49ers.
В настоящее время живёт в Рино, шт. Невада.
В 1996 году Рей Нортон был введён в Зал салвы (Hall of Fame) американской лёгкой атлетики.
До Усэйна Болта Нортон был единственным спринтером, которому одновременно принадлежали мировые рекорды в беге на 100 и 200 м.

## Соревнования
100 м. Панамериканские игры 1959, Чикаго
| № | Рез.  | Спортсмен          | Страна     | Пр. |
| - | ----- | ------------------ | ---------- | --- |
| 1 | 10,3w | Нортон, Рей        | США        |     |
| 2 | 10,4w | Агостини, Майкen   | Вест-Индия |     |
| 3 | 10,5w | Фигерола, Энрикеen | Куба       |     |

200 м. Панамериканские игры 1959, Чикаго
| № | Рез.  | Спортсмен        | Страна     | Пр. |
| - | ----- | ---------------- | ---------- | --- |
| 1 | 20,6w | Нортон, Рей      | США        |     |
| 2 | 21,1w | Агостини, Майкen | Вест-Индия |     |
| 3 | 21,1w | Карни, Лесen     | США        |     |

100 м. Отборочные соревнования в Олимпийскую сборную США, 01.07.1960, Станфорд
| № | Рез. | Спортсмен     | Страна | Пр. |
| - | ---- | ------------- | ------ | --- |
| 1 | 10,4 | Нортон, Рей   | США    |     |
| 2 | 10,4 | Бадд, Фрэнкen | США    |     |
| 3 | 10,4 | Сайм, Дейвen  | США    |     |
| 3 | 10,4 | Уиндер, Полen | США    |     |

200 м. Отборочные соревнования в Олимпийскую сборную США, 02.071960, Станфорд
| № | Рез. | Спортсмен        | Страна | Пр. |
| - | ---- | ---------------- | ------ | --- |
| 1 | 20,5 | Нортон, Рей      | США    | =WR |
| 2 | 20,8 | Джонсон, Стоунen | США    |     |
| 3 | 20,9 | Карни, Лесen     | США    |     |

## Мировые рекорды
| 100 ярдов  | 9,3   | Нортон, Рей | США |             | 1958       | Повторение |
| 100 ярдов  | 9,3   | Нортон, Рей | США |             | 1960       | Повторение |
| 100 метров | 10,1  | Нортон, Рей | США | Сан-Хосе    | 18.04.1959 | Повторение |
| 100 метров | 10,1  | Нортон, Рей | США | Сан-Хосе    | 18.04.1959 | Повторение |
| 200 метров | 20,6y | Нортон, Рей | США | Беркли      | 19.03.1960 | Повторение |
| 200 метров | 20,6  | Нортон, Рей | США | Филадельфия | 30.04.1960 | Повторение |
| 200 метров | 20,5  | Нортон, Рей | США | Станфорд    | 02.07.1960 | Повторение |